# Kätkäjärvi (sjö, lat 67,75, long 24,78)
Kätkäjärvi är en sjö i Finland. Den ligger i kommunen Kittilä i landskapet Lappland, i den norra delen av landet, 800 km norr om huvudstaden Helsingfors. Kätkäjärvi ligger 197,7 meter över havet.Arean är 47,9 hektar och strandlinjen är 3,88 kilometer lång. Sjön  ingår i Kemi älvs huvudavrinningsområde. 